# IA-32 실행 계층
IA-32 실행 계층(IA-32 Execution Layer, IA-32 EL)은 64비트 인텔 아이테니엄 기반 시스템에서 IA-32 응용 소프트웨어의 성능 향상과 유연성을 높이기 위한 소프트웨어 드라이버의 형태인 소프트웨어 에뮬레이터이다. 이것은 IA-32 명령어들을 아이테니엄 명령어 집합으로 동적으로 변환을 해주게 된다. 일반적으로 리눅스와 윈도우 서버 2003위에서 동작을 한다. 이후 아이테니엄을 위한 모든 리눅스 배포판 및 윈도 2003 SP1도 포함되었다. IA-32 실행 층은 몬테시토 이전 아이테니엄 제품에서 지원하던 느린 x86 하드웨어 에뮬레이션을 대체한다.

## 참조
1. ↑  The IA-32 Execution Layer 4.3 Software Driver 보관됨 2012-10-20 - 웨이백 머신 (microsoft.com)

## 같이 보기
- 호환성 계층
- 아이테니엄
- 인텔 아이테니엄 프로세서 목록